# Suddenly (Toni Braxton)
Suddenly è un singolo discografico della cantante statunitense Toni Braxton, pubblicato nel 2006.

## Il brano
Il brano è stato scritto e prodotto da Richard Marx ed è stato estratto dal quinto album in studio di Toni Braxton Libra.

## Tracce
- CD

1. Suddenly (Radio Edit) – 3:37
2. Suddenly (Album Version) – 4:43

## Formazione
- Toni Braxton – voce
- Richard Marx – basso, tastiera, piano, cori
- Heitor Pereira – chitarra acustica
- Bruce Gaitsch – chitarra
- Chris Botti – tromba